# Promenadsimulator
Promenadsimulator (på engelska: Walking simulator, walking sim eller environmental narrative game) är en ibland nedsättande benämning på en genre inom dator- och TV-spel. Genren exemplifieras av avsaknandet av flera av de funktioner som är generellt förekommande i datorspel, såsom att det emellanåt inte förekommer någon head-up-display, inga skadepoäng, inga fiender att strida mot eller några pussel att lösa. Istället ligger fokus på utforskning och observation, där action inte är ett huvudsakligt tema och där spelets tempo oftast hålls avsiktligt lågt. På grund av detta klassas promenadsimulatorer ofta som konstspel även om spelen i sig officiellt brukar falla inom äventyrsgenren. Promenadsimulatorer har funnits sedan 1980-talet, men det var först under sent 2000-tal som termen började användas mer generellt, då oftast på ett pejorativt sätt.

## Exempel
- Explorer (1986)
- Ihatovo Monogatari (1993)
- LSD Dream Emulator (1998)
- [domestic] (2003)
- The Graveyard (2008)
- The Stanley Parable (2011)
- Dear Esther (2012)
- Kentucky Route Zero (2013–2020)
- Gone Home (2013)
- The Vanishing of Ethan Carter (2014)
- Oxenfree (2016)
- Firewatch (2016)
- What Remains of Edith Finch (2017)